# グシュタード
グシュタード (Gstaad、ドイツ語発音: [kʃtaːt] クシュタート) は、スイス、ベルン州、ベルナー・オーバーラント地方（ドイツ語圏）にある山岳リゾート地で、ザーネンの基礎自治体に属する。西に位置するペイダンオー地方と合わせ、冬期な広大なスキーエリアを形成する。

## 概要
グシュタードは、各国の著名人が居住、または頻繁に訪れる場所として良く知られる。大富豪ではアーガー・ハーン4世やタキ・テオドラコプロス。映画人ではロマン・ポランスキーやジュリー・アンドリュース、ロジャー・ムーア、エリザベス・テイラーなど。音楽家ではエルトン・ジョン、マドンナ、ユーディ・メニューイン、画家ではバルテュスなどがこの村と縁が深い。
村のメインストリートにはルイ・ヴィトン、エルメス、ショパール、プラダ、ラルフ・ローレンなどの高級ブランド店が並び、爽やかな高原の中にある高級リゾート地となっている。テニスのATPツアートーナメント、スイス・オープン・グシュタードが毎年開催されている。
モントルー・オーベルラン・ベルノワ鉄道（MOB鉄道）が西はレマン湖畔のモントルー、東はツヴァイジンメンの間を結んでいる。この区間はスイストラベルシステムのゴールデンパスラインの一部である。